# Sedia gestatoria

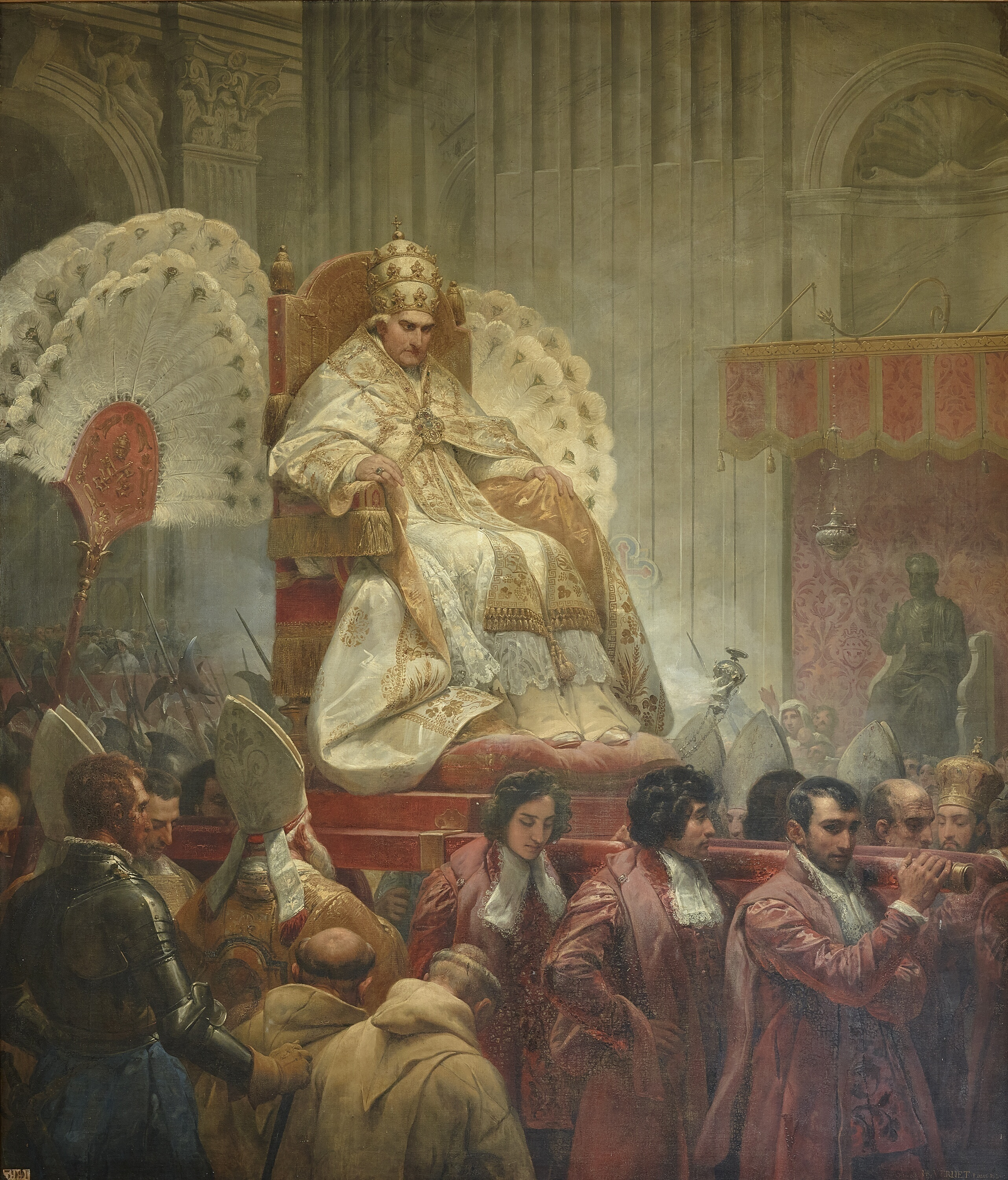
Papež Pius VIII. nesený na sedia gestatoria v Bazilice sv. Petra

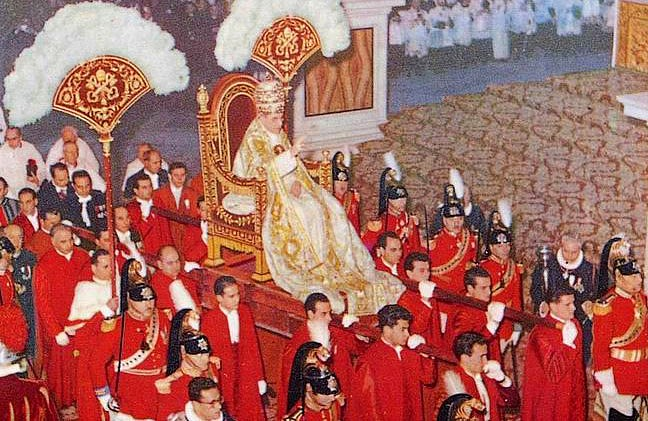
Papež Pius XII. na sedia gestatoria

Sedia gestatoria je papežský přenosný trůn.
Sedia sestávala z trůnu připevněného k plošině (suppedaneum) se dvěma tyčemi, které drželo 12 nosičů (sediari pontifici). Po stranách sedie byla nesena flabella, tj. vějíře z bílého pštrosího peří.
Jako poslední užíval sedia gestatoria papež Jan Pavel I. v roce 1978. V současnosti plní funkci sedie papamobil.